# Handball-Weltmeisterschaft der Frauen 2027
Die Handball-Weltmeisterschaft der Frauen 2027 soll im Dezember des Jahres in Ungarn ausgetragen werden. Insgesamt treten 32 Mannschaften an. Der Veranstalter ist die Internationale Handballföderation (IHF). Es ist die 28. Auflage der Handball-Weltmeisterschaft der Frauen.

## Gastgeber
Die IHF vergab am 28. Februar 2020 in Kairo die Austragung der Weltmeisterschaft 2027 an den Handballverband Ungarns.
Der ungarische Verband war bereits Ausrichter der Weltmeisterschaft der Frauen in den Jahren 1982 und, gemeinsam mit dem Verband Österreichs, 1995.

## Qualifikation
An dem Turnier werden 32 Mannschaften teilnehmen.
Direkt qualifiziert sind
- Ungarn als Gastgeber sowie die
- Weltmeisterinnen von 2025.

Hinzu kommen
- drei bis vier in der Europameisterschaft 2026,
- vier bis fünf bei der Asienmeisterschaft 2026,
- drei bei den Süd- und mittelamerikanischen Meisterschaften 2026,
- eine bei den Nordamerikanischen und karibischen Handballmeisterschaft 2026 sowie
- sieben in den Afrikameisterschaften 2026

ermittelte Teams.
Neun bis zehn Plätze werden dazu noch bei der europäischen Qualifikationsrunden und ein bis zwei durch Wildcard bestimmt. Die Internationale Handballföderation vergab eine Wildcard für die Jahre 2025 und 2027 schon im Oktober 2018 an den Verband der Vereinigten Staaten zur Vorbereitung als Gastgeber der Olympischen Sommerspiele 2028.

## Vorgesehene Austragungsorte
Als mögliche Austragungsorte wurden in der Bewerbung der MVM Dome in Budapest, die Főnix Aréna in Debrecen, die Audi Aréna in Győr und die Tatabányai Multifunkcionális Sportcsarnok in Tatabánya benannt.
| Budapest |

| Debrecen |

| Győr |

| Tatabánya |

| Budapest |

| Debrecen |

| Győr |

| Tatabánya |

## Übertragungsrechte
Die Rechte zur Übertragung der deutschen Spiele der Männer und der Frauen sowie der Endspiele der Weltmeisterschaften 2027, 2029 und 2031 für Deutschland erwarb die ProSiebenSat.1 Media. Die Pay-TV-Rechte aller Spiele erwarb Dyn Media.